# Deutschlandticket

Logo van het Deutschlandticket

Het Deutschlandticket is een abonnement voor het openbaar vervoer in Duitsland. Het abonnement kost anno 2025 €58 per kalendermaand. Men kan ermee onbeperkt reizen met de bus. S-Bahn, U-Bahn, tram en de regionale treinen in Duitsland (ook wel het 'Nahverkehr' genoemd).

## Voorwaarden
Met het abonnement kan door één persoon onbeperkt worden gereisd met al het regionale openbaar vervoer, inclusief bussen, trams, S-Bahn en U-Bahn.  Hier vallen de InterCity's en ICE's niet onder. Ook met treinen van FlixTrain en EuroCity en bussen van FlixBus kan niet worden gereisd. Wel is een Deutschlandticket inbegrepen bij een BahnCard100 abonnement, een treinabonnement waarop men onbeperkt per trein door Duitsland reizen kan.
Met het abonnement kan op enkele grensoverschrijdende trajecten worden gereisd. Zo is het abonnement door medefinanciering van de provincie Overijssel geldig in de trein naar Hengelo en die naar Enschede. Ook bevinden zich een aantal Zwitserse grensplaatsen stations die ondanks hun ligging in Zwitserland door Deutsche Bahn uitgebaat worden. Tot aan deze stations zijn Duitse abonnementen nog geldig, inclusief het Deutschlandticket. Ook wanneer men bijvoorbeeld met een Deutschlandticket naar Luxemburg reist hoeft men niets extra te betalen omdat openbaar vervoer in Luxemburg gratis is, maar alle grensoverschrijdende bussen tussen Luxemburg en Duitsland zijn uitgezonderd van deze regel.
Er is sinds 1 januari 2024 geen papieren versie van het ticket, het is beschikbaar in een app of op een chipkaart.

## Praktische problemen
Hoewel over het algemeen overheid en publiek tevreden zijn over het Deutschlandticket, zijn er een aantal praktische moeilijkheden gesignaleerd:
- Soms werd een Deutschlandticket gecombineerd met een gereserveerd normaal ticket. Men reisde bijvoorbeeld op een Deutschlandticket met de regionale trein van Donaueschingen naar Ulm, en daarna op een ICE-reservering van Ulm naar München. Wanneer de regionale trein vertraging had en de ICE vervolgens gemist werd, betekende dat in principe een no-show voor de ICE, waardoor men verplicht werd een nieuw ticket te kopen of een boete kreeg wanneer men toch op het oude ticket probeerde te reizen. De enige manier om dit te voorkomen is alsnog voor het gehele traject een kaartje te kopen, wat eigenlijk betekent dat men dubbel betaalt.
- Daarmee samenhangend zijn er geen duidelijke regels over geld terug, alternatief vervoer of overnachting bij vertraging.

## Geschiedenis
Vanwege de oorlog in Oekraïne en de hoge energieprijzen besloot de Bondsdag het openbaar vervoer tijdelijk een stuk goedkoper te maken. Een kaartje van €9 per maand was in gebruik van juni tot september 2022. Het kaartje was ook bedoeld om mensen voor het ov te laten kiezen in plaats van de auto. Andere landen hadden soortgelijke tijdelijke regelingen. In Luxemburg zijn reizen met het OV in de tweede klasse sinds 2020 gratis.
Nadat dit treinkaartje weer afgeschaft was, bleef de vraag naar goedkoop openbaar vervoer bestaan. Hierom werd besloten dat er vanaf 1 mei 2023 een abonnement zou worden uitgegeven voor al het regionale openbaar vervoer, te beginnen met een prijs van €49 per maand. Deze prijs zou later verhoogd kunnen worden. Zowel de federale overheid als de deelstaten dragen in eerste instantie 1,5 miljard euro bij.
Tot 2024 was het ticket ook beschikbaar op papier.